# Oerlikon FF
Die Oerlikon FF basiert auf der 20-mm-Becker-Kanone, der weltweit ersten leichten Maschinenkanone, die während des Ersten Weltkriegs vom deutschen Ingenieur Reinhold Becker entwickelt wurde. In den 1920er Jahren wurde die Waffe nach dem Erwerb der Patente von der Werkzeugmaschinenfabrik Oerlikon zur Bordkanone für Flugzeuge weiterentwickelt. Der Name FF bedeutet „Flügel Fest“, da die Waffe fest im Flügel eingebaut wurde. Sie war eine der ersten 20-mm-Kanonen, die leicht genug waren, um in die Tragflächen von Flugzeugen eingesetzt werden zu können. Die FF-Serie diente vielen 20-mm-Kanonen im Zweiten Weltkrieg als Vorlage, dem deutschen MG FF und seinen Varianten, der japanischen Typ-99-Kanone sowie den nach dem gleichen Prinzip funktionierenden Fliegerabwehrkanonen.
Die ursprüngliche Konstruktion, welche als FF eingeführt wurde, war eine Kanone mit unverriegeltem Masseverschluss und deshalb in ihrer Leistung beschränkt. Als Munition wurden Patronen mit den Abmessungen 20 × 72 mm verwendet, deren Geschosse bei einem Gewicht von 128 Gramm eine Mündungsgeschwindigkeit von 600 Meter pro Sekunde (m/s) erreichten und mit einer Kadenz von 520 Schuss pro Minute verschossen wurden. Die Waffe wog 24 Kilogramm. Die niedrige Mündungsgeschwindigkeit war von zentraler Bedeutung, so dass die spätere Entwicklung FF L (eine 30 Kilogramm schwere Waffe) 20 × 101-mm-Patronen mit einer Geschwindigkeit von 750 m/s verschoss. Die 39 Kilogramm schwere FF S feuerte Patronen von 20 × 110 mm mit einer Geschwindigkeit von 830 m/s bei einer etwas geringeren Kadenz von 470 Schuss pro Minute. Die originale Waffe wurde seitdem FF F genannt.
Die FF F wurde in Japan als Typ 99-1, die FF L als Typ 99-2 in Lizenz gefertigt.
Hispano-Suiza stellte in Frankreich die FF S als HS.7 sowie in leicht modifizierte Form die HS.9 her, entwickelte aber nach 1930 die später von der französischen, britischen, schweizerischen sowie amerikanischen Armee verwendete Hispano-Suiza-HS.404-Serie, einen Gasdrucklader. Dieser und seine in ihrer Leistung verbesserten Nachfolger waren eine der besten 20-mm-Kanonen des Zweiten Weltkrieges.
In Deutschland produzierte die Berliner Ikaria Gesellschaft für Flugzeugzubehör in Velten die FF F mit einer etwas stärkeren 20 × 80-mm-Patrone als MG FF. Später wurde ein Minengeschoss eingeführt, das anstatt einer gefrästen eine dünnere, gepresste Geschosshülle aufwies, womit der Sprengstoffanteil höher wurde. Das Ergebnis war die FF/M, die bis 1941 Standard war. Ende des Jahres 1940 wurden diese Waffen durch das völlig anders gestaltete MG 151/20 ersetzt.

## 20-mm-Kanonen
| Name              | Patrone      | Geschoss- gewicht | Kadenz  | Mündungs- geschwindigkeit | Waffen- gewicht |
| ----------------- | ------------ | ----------------- | ------- | ------------------------- | --------------- |
|                   |              | (Gramm)           | (rpm)   | (m/s)                     | (kg)            |
| Frankreich        |              |                   |         |                           |                 |
| HS.9              | 20 × 110RB   | 122               | 360–420 | 830                       | 48              |
| HS.404            | 20 × 110     | 130               | 700     | 880                       | 60              |
| Deutschland       |              |                   |         |                           |                 |
| MG FF             | 20 × 80RB    | 134               | 520     | 600                       | 28              |
| MG FF/M           | 20 × 80RB    | 92/115            | 540/520 | 700/585                   | 28              |
| MG 151/20         | 20 × 82      | 92/115            | 750–800 | 800/720                   | 42              |
| Japanisches Heer  |              |                   |         |                           |                 |
| Type 94 Flexible  | 20 × 99RB    | 127               | 380     | 675                       | 43              |
| Ho-1              | 20 × 125     | 144               | 400     | 805                       | 45              |
| Ho-3              | 20 × 125     | 144               | 400     | 805                       | 45              |
| Ho-5              | 20 × 94      | 96                | 750–850 | 715                       | 37              |
| Japanische Marine |              |                   |         |                           |                 |
| Typ 99-1          | 20 × 72RB    | 129               | 520     | 525                       | 26              |
| Typ 99-2          | 20 × 101RB   | 128               | 490     | 750                       | 34              |
| Großbritannien    |              |                   |         |                           |                 |
| Hispano Mk.II     | 20 × 110     | 130               | 600     | 880                       | 50              |
| Hispano Mk.V      | 20 × 110     | 130               | 750     | 840                       | 42              |
| Sowjetunion       |              |                   |         |                           |                 |
| SchWAK            | 20 × 99 mm R | 95                | 800     | 750–770                   | 42              |
| Beresin B-20      | 20 × 99 mm R | 95                | 800     | 750–770                   | 25              |